# Głuchów (powiat łódzki wschodni)
Głuchów – wieś w Polsce położona w województwie łódzkim, w powiecie łódzkim wschodnim, w gminie Tuszyn.

## Charakterystyka
W latach 1975–1998 miejscowość należała administracyjnie do województwa piotrkowskiego. We wsi znajduje się jedno z największych w Europie centrum logistyczne DHL Supply Chain prowadzone dla niemieckiej marki e–commerce Zalando.